# ميلان لوكاتش
ميلان لوكاتش (باللاتينية: Milan Lukač)؛ مواليد 4 أكتوبر 1985) لاعب كرة قدم يلعب لنادي بارتيزان ومنتخب صربيا كحارس مرمى.

## روابط خارجية
- بيانات شخصية على UEFA.com
- ميلان لوكاتش على موقع الاتحاد الأوربي (الإنجليزية)
- ميلان لوكاتش على موقع اتحاد تركيا (لاعب) (الإنجليزية)
- ميلان لوكاتش على موقع قاعدة بيانات كرة القدم.إي يو (الإنجليزية)
- ميلان لوكاتش على موقع ناشيونال فوتبول تيمز (الإنجليزية)
- ميلان لوكاتش على موقع Soccerway.com (الإنجليزية)
- ميلان لوكاتش على موقع عالم كرة القدم.نت (الإنجليزية)
- ميلان لوكاتش على موقع AS.com (الإسبانية)